# Masasteron clifton
Masasteron clifton är en spindelart som beskrevs av Baehr 2004. Masasteron clifton ingår i släktet Masasteron och familjen Zodariidae.
Artens utbredningsområde är Sydaustralien. Inga underarter finns listade i Catalogue of Life.